# Pirat (Spiel)
Pirat, in späteren Ausgaben auch Korsar, ist ein Kartenspiel des deutschen Spieleautors Reiner Knizia, das in seiner ersten Auflage 1992 erschien. Das Spiel für zwei bis acht Spieler ab zehn Jahren wurde von Amigo veröffentlicht und gewann im selben Jahr den À-la-carte-Kartenspielpreis für das beste Kartenspiel des Jahres.

## Thema und Ausstattung
Bei dem Spiel Pirat versuchen die Mitspieler, möglichst viele Handelsschiffe mit Goldstücken in den eigenen Hafen zu bringen oder gegnerische Schiffe zu kapern.
Das Spiel ist ein klassisches Kartenspiel mit einem Blatt von 66 Karten. Dabei handelt es sich um 21 Handelsschiffe mit Werten von einem bis sechs Goldstücken, 40 Piratenschiffe in vier Farben mit Kampfstärken von Eins bis Vier, vier Piraten in vier Farben und einen Admiral.

## Spielweise
Zu Beginn des Spiels wird ein Startspieler ermittelt, die Spieler spielen danach im Uhrzeigersinn. Der Geber mischt alle Karten und verteilt an jeden Spieler sechs Handkarten. Die restlichen Karten kommen als Nachziehstapel in die Mitte.
Beginnend mit dem Startspieler kann jeder Spieler in seinem Zug entweder eine Karte ausspielen oder eine Karte auf die Hand nachziehen. Ist der Nachziehstapel aufgebraucht, kann keine Karte mehr nachgezogen werden und der Spieler muss entweder eine Karte offen ausspielen oder eine abwerfen, wobei keine Handelsschiffe abgeworfen werden dürfen.
Spielt ein Spieler eine Karte aus, handelt es sich entweder um ein Handelsschiff, ein Piratenschiff, einen Piraten oder den Admiral:
- Wird ein Handelsschiff ausgespielt, wird dieses auf Handelsfahrt geschickt. Das Schiff erreicht sein Ziel, wenn es eine Runde lang unbehelligt bleibt.
- Die Spieler versuchen mit den Piratenschiffen, fremde Handelsschiffe zu kapern und in ihren Besitz zu bekommen. Die Karte wird mit dem Rumpf zum Ausspielenden auf ein Handelsschiff gelegt, die Anzahl der Totenkopfflaggen bestimmt die Kampfkraft des Schiffes. Wenn ein Spieler eine Runde lang die größte Kampfkraft auf einem Schiff liegen hat, bekommt er das Handelsschiff, alle anderen Spieler und auch der Besitzer des Handelsschiffes können allerdings ebenfalls Piratenschiffe legen und damit ihren Anspruch anmelden. Dabei dürfen sie allerdings nur Piratenschiffe verwenden, die nicht die gleiche Farbe haben wie bereits anliegende anderer Spieler.
- Mit einem Piraten kann ein Spieler ein Handelsschiff entern und damit den Angriff durch sein Piratenschiff verstärken. Ein Piratenschiff mit einem passenden Piraten ist immer stärker als alle Piratenschiffe, bei mehreren Piraten ist der zuletzt gelegte der Stärkste.
- Mit dem Admiral kann der Besitzer eines Handelsschiffes dieses gegen Piratenangriffe verteidigen. Wird diese Karte ausgelegt beendet sie den Kampf der Piratenschiffe sofort und das Handelsschiff geht zusammen mit den Angriffskarten an den Besitzer des Schiffes.

Immer wenn ein Spieler an die Reihe kommt, überprüft er, ob er ein Handelsschiff erobern oder verteidigen konnte und so in seinen Besitz nehmen kann. Ist dies gelungen, nimmt der Spieler alle an dem Kampf beteiligten Karten zu sich und legt sie verdeckt vor sich ab. Gibt es beim Kampf um ein Handelsschiff keinen eindeutigen Sieger, besteht ein Patt und alle Karten bleiben entsprechend liegen. Der Kampf um ein solches Handelsschiff kann jederzeit wieder aufgenommen werden.
Das Spiel endet, wenn der Nachziehstapel aufgebraucht ist und ein Spieler seine letzte Karte ausgespielt hat. Alle Piratenkämpfe werden ausgewertet, Pattsituationen bleiben auf dem Tisch liegen. Zur Auswertung zählt jeder Spieler die Goldstücke der erfolgreich zu ihm gebrachten Handelsschiffe und zieht davon die Goldstücke von potenziell noch auf seiner Hand befindlichen Handelsschiffen ab. Gewinner ist der Spieler mit dem höchsten Wert seiner Handelsflotte.

## Rezeption und Bewertung
Pirat wurde von Reiner Knizia entwickelt und 1992 von Amigo in seiner ersten Auflage veröffentlicht. 2002 erschien das Spiel unter dem Titel Korsar beim Heidelberger Spieleverlag zusammen mit dem Nürnberger-Spielkarten-Verlag und 2005 veröffentlichte Gamewright eine englischsprachige Fassung unter dem Namen Loot. 2008 kam eine koreanische Version bei Educa Korea und 2011 eine chinesische bei Kanga Games auf den Markt, eine Version auf Deutsch, Niederländisch und Französisch unter dem Namen Korsar erschien zudem 2010 bei ASYNCRON games.
Das Spiel gewann 1992 den À-la-carte-Kartenspielpreis für das beste Kartenspiel des Jahres und gehörte im gleichen Jahr zu den Finalspielen der Deutschen Mannschaftsmeisterschaft im Brettspiel. Zudem wurde es unter dem Namen Loot 2005 in der Gewinnerliste der Mensa Select Games aufgenommen.

## Belege
1. 1 2 3 4 5 6  Pirat, Spielanleitung, amigo 1992.
2. ↑  Pirat, Versionen bei BoardGameGeek. Abgerufen am 10. Oktober 2021.